# مسعود بقال
مسعود بقال (بالتركية: Mesut Bakkal)‏ (19 مارس 1964 بكيركالي في تركيا - ) هو مدرب كرة قدم ولاعب كرة قدم تركي في مركز الوسط. شارك مع منتخب تركيا تحت 21 سنة لكرة القدم. أما مع النوادي، فقد لعب مع دنيزلي سبور وİzmirspor ‏ وMKE Kırıkkalespor ‏.

## وصلات خارجية
- مسعود بقال على موقع اتحاد تركيا (لاعب) (الإنجليزية)
- مسعود بقال على موقع اتحاد تركيا (مدرب) (الإنجليزية)
- مسعود بقال على موقع قاعدة بيانات كرة القدم.إي يو (الإنجليزية)
- مسعود بقال على موقع عالم كرة القدم.نت (الإنجليزية)